# Jenny Carlstedt
Jenny Carlstedt, född 16 juli 1972 i Mariehamn, är en finländsk sångerska (mezzosopran). 
Carlstedt har från 1992 studerat vid Sibelius-Akademin och från 1998 vid Guildhall School of Music and Drama i London. Hon har framträtt som lied- och oratoriesångerska och debuterade på Finlands nationalopera 2001 (Dorabella). Hon var engagerad vid operan i Frankfurt am Main 2002–2016.